# Platymantis paengi
Platymantis paengi är en groddjursart som beskrevs av Siler, Linkem, Diesmos och Angel C. Alcala 2007. Platymantis paengi ingår i släktet Platymantis och familjen Ceratobatrachidae. IUCN kategoriserar arten globalt som otillräckligt studerad. Inga underarter finns listade i Catalogue of Life.